# Kincaid (Saskatchewan)
Kincaid es un pueblo canadiense situado en la provincia de Saskatchewan.

## Superficie
Kincaid tiene una superficie de 0,54 km².

## Demografía
En 2021, tenía 120 habitantes, una densidad poblacional de 223,9 hab./km², y 83 viviendas.